# Aleksander Konarski (1886–1940)
Aleksander Karol Jaxa Konarski (ur. 14 grudnia 1886 w Wilczycach, zm. 27 kwietnia 1940 w Suliszowie) – rotmistrz Wojska Polskiego, działacz niepodległościowy, kawaler Orderu Virtuti Militari.

## Życiorys
Urodził się 14 grudnia 1886 w Wilczycach, w rodzinie Aleksandra Konstantego Jaxa-Konarskiego herbu Gryf (1855–1941) i Wiktorii Oktawii Świda-Polny herbu Grabie (1865–1913).
W czasie wojny rosyjsko-japońskiej powołany do armii carskiej, z której zbiegł do Galicji. Ukończył Akademię Rolniczą w Dublanach i otrzymał dyplom agronoma. Pracował jako zarządca majątków w Rożniatowie i Porębie (koło Alwerni) oraz na stanowisku kierownika gospodarstwa doświadczalnego Studium Rolniczego Uniwersytetu Jagiellońskiego (w Mydlnikach koło Krakowa). Należał do konnej drużyny „Sokoła”, a w dniu 16 sierpnia 1914 roku wstąpił w Krakowie do Legionów Polskich. Otrzymał wówczas przydział do 3 szwadronu kawalerii, przemianowanego następnie na 2 pułk ułanów Legionów Polskich. Uczestnik kampanii karpackiej, besarabskiej i wołyńskiej. Walcząc w składzie II Brygady Legionów wyróżnił się w bitwie pod Mołotkowem (29 października 1914 r.). Wtedy to, jako dowódca patrolu, po stoczonej potyczce wziął do niewoli ośmiu rosyjskich żołnierzy. Podczas tego starcia został ranny. 
Za ten czyn odznaczony został w późniejszym okresie Krzyżem Srebrnym Orderu Virtuti Militari. Nadanie to zostało następnie potwierdzone dekretem Wodza Naczelnego marszałka Józefa Piłsudskiego L. 11960.VM z dnia 17 maja 1922 roku (opublikowanym w Dzienniku Personalnym Ministerstwa Spraw Wojskowych Nr 3 z dnia 11 stycznia 1923 roku). 
Od początku listopada 1914 roku przebywał w szpitalu w Dombó. W marcu 1915 r. powrócił do macierzystego szwadronu, w którym objął dowództwo II plutonu jednocześnie awansując na wachmistrza. Uczestnik szarży pod Rokitną. Od listopada 1915 roku wraz ze swym plutonem przeszedł do I Brygady Legionów. 1 kwietnia 1916 r. został mianowany chorążym kawalerii, a w dniu 1 kwietnia 1917 roku promowano go na podporucznika. W okresie od końca sierpnia 1916 r. do kwietnia 1917 roku piastował funkcję komisarza werbunkowego w Radomiu. Następnie został kierownikiem Powiatowego Urzędu Ziemskiego w Sandomierzu. Od maja 1917 r., na własną prośbę, ponownie w szeregach 2 pułku ułanów (służył w 2 i 5 szwadronach). Przeniesiony do 6 pułku piechoty Legionów Polskich. Po kryzysie przysięgowym (lipiec 1917 r.) pozostał w Polskim Korpusie Posiłkowym. 28 lipca 1917 został wymieniony we wniosku o odznaczenie austriackim Krzyżem Wojskowym Karola. W połowie grudnia 1917 r. zwolniony z Legionów Polskich na własną prośbę, gospodarował na wydzierżawionych folwarkach na Lubelszczyźnie.
Podczas wojny polsko-bolszewickiej wstąpił jako ochotnik, w sierpniu 1920 r., do 2 pułku szwoleżerów Rokitniańskich. 1 stycznia 1921 roku został bezterminowo urlopowany z wojska za wstawiennictwem Związku Ziemian. 14 kwietnia 1921 został zatwierdzony z dniem 1 kwietnia 1920 w stopniu porucznika, w kawalerii, w grupie oficerów byłych Legionów Polskich. Pozostając poza wojskiem administrował dobrami ziemskimi, a od roku 1932 pracował na stanowisku urzędniczym w Ministerstwie Rolnictwa i Reform Rolnych.  
8 stycznia 1924 został zatwierdzony w stopniu rotmistrza rezerwy ze starszeństwem z dniem 1 czerwca 1919 i 260. lokatą w korpusie oficerów jazdy. Posiadał wówczas przydział w rezerwie do 2 pułku szwoleżerów Rokitniańskich w Bielsku-Białej. W 1934 znajdował się w ewidencji PKU Warszawa Miasto III i przynależał do Oficerskiej Kadry Okręgowej Nr I. 
W czasie okupacji, ciężko chory, został w 1939 roku wysiedlony przez Niemców. Zmarł w majątku krewnych w Suliszowie koło Sandomierza. Pochowany na cmentarzu parafialnym w Łoniowie. Jego żoną była Teresa z domu Pokrzywnicka, z którą miał córki Zofię i Annę oraz syna Aleksandra.

## Ordery i odznaczenia
- Krzyż Srebrny Orderu Wojskowego Virtuti Militari nr 5475[11][12][1]
- Krzyż Niepodległości – 2 sierpnia 1931 „za pracę w dziele odzyskania niepodległości”[13][14][15][1]
- Krzyż Walecznych[1]